# Veľkopoľská vrchovina
Veľkopoľská vrchovina je geomorfologickou částí Rázdielu, podcelku pohoří Tribeč. Leží ve východní části podcelku, v širším okolí obce Veľké Pole, podle níž je pojmenována.

## Polohopis
Území se nachází na východním okraji pohoří Tribeč a zabírá východní část podcelku Rázdiel. V centrální části vrchoviny se nachází obec Veľké Pole, na jižním okraji Jedľové Kostoľany a na severním Radobica. Na západě a severu sousedí části mateřského podcelku, Skýcovská vrchovina a Kolačnianská brázda, severovýchodně se nachází pohoří Vtáčnik, konkrétně podcelek Vysoký Vtáčnik a části Vígľaš a Župkovská vrchovina. Jižním směrem navazuje Pohronský Inovec a jeho podcelky Vojšín a Lehotská planina.
Poloha na rozhraní tří krajů způsobuje, že i vodní toky z různých oblastí Veľkopoľské vrchoviny náleží různým povodím. Severní oblasti patří do povodí Nitry, kde směřují přítoky Oslianského potoka (např. Banský potok), střední část v povodí Hronu odvodňují přítoky Kľaku (např. Píľanský, Čierny a Tomov potok). Jižní části patří do povodí Žitavy.
Centrální částí vede obcí Veľké Pole silnice II/512 spojující Ponitří (Oslany) a Pohronie (Žarnovica).

## Chráněná území
Střední a severní část Veľkopoľské vrchoviny patří do Chráněná krajinná oblast Ponitří, jižní polovina je z ní vyňata. Zvláště chráněné oblasti se zde nevyskytují, pouze na západním okraji sousedí národní přírodní rezervace Sokolec.

## Turismus
Turisticky atraktivní jsou z centrální části lehce dostupné lokality v blízkosti obce Veľké Pole a v jižní části okolí Jedľových Kostoľan. Z jižního směru vede atraktivní  červeně značená Ponitranská magistrála, směřující z Veľkého Tribeče přes Hrušovský hrad do Jedľových Kostoľan. Následně prochází Brezovým štálem a rozcestím Penhýbel do Veľkého Pole, odkud pokračuje přes Suchou horu na Vtáčnik (1346 m n. m.).